# Bogdanovac (Babušnica)
Bogdanovac egy falu Szerbiában, a Piroti körzetben, a Babušnicai községben.

## Népesség
- 1948-ban 1253 lakosa volt.
- 1953-ban 1213 lakosa volt.
- 1961-ben 1104 lakosa volt.
- 1971-ben 846 lakosa volt.
- 1981-ben 515 lakosa volt.
- 1991-ben 304 lakosa volt
- 2002-ben 170 lakosa volt, akik mindannyian szerbek.